# Вескляров, Пётр Ефимович
Пётр Ефимович Вескляров (укр. Петро́ Юхи́мович Вескляро́в; имя при рождении Пинхас Хаимович Векслер; 28 мая [10 июня] 1911, Тальное, Киевская губерния — 5 января 1994, Киев) — украинский советский актёр театра и кино, телеведущий, заслуженный артист Украинской ССР (1973). Наибольшую популярность получил под своим телевизионным псевдонимом Дед Панас (укр. Дід Панас).

## Биография
Родился в 1911 году в местечке Тальное Киевской губернии (ныне Черкасская область) в еврейской семье, отец был портным. Кроме него в семье было ещё двое братьев — старший погиб во время Гражданской войны, а младший — Исак Ефимович Векслер (1913—1942) — во время Великой Отечественной войны. Родители погибли во время Холокоста. С раннего детства играл в местном драмкружке.
В 1932—1940 годах — актёр Черкасского рабоче-крестьянского театра, начальник клуба и художественный руководитель в городе Гребёнка.
В годы Великой Отечественной войны оказался в плену, где и сменил имя и фамилию на Пётр Ефимович Вескляров. Он бежал из лагеря в оккупированный Киев. Устроился на работу на железную дорогу. Там же организовал драматический кружок и вплоть до освобождения города в 1943 году ставил представления. После освобождения был вынужден покинуть Киев и устроился в Луцке артистом Волынского украинского музыкального театра им. Т. Шевченко, где работал в период 1946—1959 годов. Там же, в Луцке, познакомился с будущей женой Галиной, которая работала секретарём театра, здесь родился его сын Богдан, который также стал актёром. Воспитывал дочь своего брата Аллу.
В 1959—1982 годах работал на Киевской киностудии художественных фильмов имени Александра Довженко.

## «Дед Панас»
Наибольшую известность Петру Весклярову принесла роль персонажа Деда Панаса, в которой он в течение более двадцати лет — в 1962—1986 годах — читал вечерние сказки вначале на украинском радио, а затем и на телевидении в программе «Спокойной ночи, дети» (укр. «На добраніч, діти»), выходившей ранее под названием «Вечерняя сказка с Дедом Панасом». До Весклярова сказки в роли Деда Панаса читал на радио другой актёр, который вначале стал нуждаться в партнёре из-за своего возраста, а затем был окончательно заменён Вескляровым.
По одной версии, сценарии для сказок писал сам дед Панас, по другой — редактор передачи Владимир Заманский. Вескляров рассказывал сказки наизусть: многие из них сопровождались иллюстрациями. Традиционное обращение «Добрий вечір вам, малятка, любі хлопчики й дівчатка!» запомнилось нескольким поколениям зрителей. В окончательно утверждённый сценарий программы Дед Панас постоянно добавлял какие-то собственные элементы: так, по словам Владимира Заманского, однажды рядом с ним посадили плюшевого пса Бровко, с которым актёр много разговаривал и иногда даже вытирал ему нос. Актёр выступал в украинской вышиванке и парике.

Мы познакомились в апреле 1970-го, когда я пришёл в детскую редакцию заместителем главного редактора. Работали вместе 10 лет. Я писал для Весклярова сценарии. […] На снимке он в парике. Хотя волосы у него были точь-в-точь такие же. Почему-то он считал, что в парике красивее. Тогда телевидение было бедным. У Весклярова не было костюмеров, гримёров. Передачу вёл в вышиванке (вышитая рубашка), которую принёс из дома.
— Владимир Заманский в интервью «Газета.ua»
По заявлению некоторых украинских СМИ, в 1970-е годы несколько раз Весклярова пытались снять с эфира якобы в рамках борьбы против национализма. Имели место попытки пригласить в передачу других актёров, но любые исчезновения Весклярова с телеэкрана вызывали поток писем от детей с просьбой вернуть «дедушку Панаса», поэтому передача продолжала выходить именно с Вескляровым. В то же время есть версия, что один случай исчезновения из эфира имел место: однажды Дед Панас случайно произнёс неприличное двустишие «Поцілуйте мене в дупу, пан поїхав до урлюпу», за что руководство УТ отстранило его от ведения передачи. Только после шквала звонков и писем телевизионщики вернули Весклярова в эфир, хотя достоверность этого эпизода также ставится под вопрос.
Письма в передачу приходили по адресу: 252001, Киев, 1, Крещатик 26, телевидение, Дедушке Панасу. В телередакцию письма приходили центнерами, поскольку Пётр Ефимович не играл для детей, а по-настоящему жил в кадре, а в утверждённый сценарий телепередачи всегда добавлял от себя что-нибудь интересное — так говорил заслуженный журналист Украины Владимир Яковлевич Заманский, работавший вместе с Петром Ефимовичем на протяжении десяти лет, в качестве редактора телепередачи «Спокойной ночи, дети». В одном из эфиров Вескляров однажды сказал, что заболел, после чего в редакцию пришёл большой груз не только с письмами и детскими рисунками, но и с лекарствами.
Колоссальная популярность среди детской аудитории имела и обратную сторону — Дед Панас закрыл актёру Петру Весклярову путь в кинематограф, ведь в какой бы роли ни появлялся на экране Пётр Ефимович, публика в любом образе упорно воспринимала его исключительно как Деда Панаса. Редактор «Вечерней сказки» Владимир Заманский утверждал, что однажды видел в кинотеатре фильм, где Вескляров играл роль хирурга: когда тот появился на экране, зрители в зале стали повторять «Дед Панас!». Подобная реакция привела к тому, что Весклярову даже перестали предлагать роли в фильмах.
По словам редактора Владимира Заманского, Вескляров работал в передаче до преклонных лет и в последние годы иногда мог либо забыть слова, либо в течение 40 секунд молчал перед камерой, либо иногда падал со стула. Незадолго до прекращения выхода передачи «Вечерняя сказка с Дедом Панасом» перестала выходить и телепередача «Катрусин кинозал» с куклой Катрусей и ведущей Екатериной Лозовенко, которая некоторое время была редактором «Вечерней сказки».
Братья Капрановы переняли приветствие Деда Панаса в качестве семейной традиции. В конце 1990-х годов, поняв секрет успеха Деда Панаса, братья выпустили сборник «Сказки Деда Панаса» на пяти VHS-кассетах, получив от супруги Весклярова киноплёнки его поездок по клубам и встреч со зрителями. Они же заявили следующее: «Если через столько лет о человеке помнят и даже рассказывают разные небылицы — это настоящий национальный герой». В 1990-е годы они предприняли попытку создать музей имени Деда Панаса, однако эта идея осталась нереализованной.

### Городская легенда
Широкое распространение получила история об инциденте, будто бы произошедшем в годы работы Весклярова в передаче «Спокойной ночи, дети». Согласно этой истории, дед Панас закончил передачу нецензурной фразой «Отака хуйня, малята», после чего перестал появляться в эфире (по различным версиям — то ли на долгое время, то ли на несколько дней). Некоторые источники отрицают возможность этого инцидента, ссылаясь на сослуживцев Весклярова, которые говорят, что Пётр Ефимович никогда не пил перед эфиром и не употреблял бранных слов. Другие уверяют, что слышали эту фразу: в частности, тележурналист Денис Лавриенко утверждал, что в детстве услышал в одном из выпусков фразу:

…Я, честно говоря, даже не понял вообще, что́ он сказал. То есть для меня закончилась программа — и всё. Зато на следующий день уже всё взрослое население Киева гудело об этом. Когда я стал работать на телевидении, у меня вдруг такая появилась мысль, ради собственного интереса я решил найти эту видеозапись, но, к сожалению, в архивах «УТ-1» не осталось этого последнего эфира.
— Денис Лавриенко в эфире телеканала СТБ
Долгое время утверждалось, что от всех выпусков с участием Весклярова сохранилась только короткая 22-секундная запись. Однако усилиями Дениса Лавриенко в архивах была найдена единственная известная на сегодня запись «Вечерней сказки» за 1984 год, в которой Вескляров рассказывал сказку про зайца и ежа, не употребляя никаких непристойных выражений. Версию о том, что Вескляров якобы произнёс эту фразу, категорически отрицали сотрудники украинского телевидения, в том числе и редактор Екатерина Лозовенко. Владимир Заманский считал выдуманными большинство историй, ходивших в народе о Деде Панасе.
Фраза «Отака хуйня, малята», которую молва приписывает деду Панасу, вошла в Большой словарь мата (составители Плуцер-Сарно, Дуличенко и Руднев) и встречается в произведениях Юрия Покальчука и Ирены Карпы. Среди прочих об инциденте пишет в своей книге «Winter Sport» вокалист украинской поп-группы ТНМК Александр «Фоззи» Сидоренко. Он утверждал, что его одноклассник Алексей Ляшенко хвастался, что записал на видеомагнитофон передачу с этой фразой, но в просьбах показать кассету всякий раз отказывал по разным причинам. Сидоренко отмечал, что это один из самых загадочных советских телевизионных мифов, охарактеризовав это фразой «Свидетелей — масса, но записей — нет».

## Смерть
Почти всю жизнь Пётр Ефимович прожил в однокомнатной квартире, получив более просторную в 1988 году в доме 24 по улице Саксаганского. Он умер 5 января 1994 года: по свидетельствам родных, ему стало плохо и его госпитализировали в больницу, но не смогли спасти. Прощание состоялось на киностудии имени Довженко: по стечению обстоятельств, в день прощания с Вескляровым киностудия прощалась с ещё восемью умершими сотрудниками. Он был похоронен на Байковом кладбище в колумбарии.

## Память
Вдова Весклярова уехала в США, успев передать кинопленки с записями «деда Панаса» братьям Капрановым.
По заявлению газеты «Факты», достаточного увековечивания памяти Весклярова по состоянию на 1999 год не было: в Доме Кино в галерее украинских актёров по неизвестным причинам не было даже его фотографии. В 2011 году, в год 100-летия со дня рождения актёра издание «Історична правда» выступило с призывом провести какие-либо серьёзные мероприятия по этому поводу.
В 2019 году на помещении тальновской школы, на месте которой стоял дом, где родился Петр Вескляров, установлена памятная доска.
В 2022 году в Тальном Черкасской области улица Крылова стала улицей Весклярова.

## Театральные роли
- «Украденное счастье» И. Франко — Мыкола Задорожный[10]
- «Каменный властелин» Л. Украинки — Командор[10]
- «Ревизор» Н. Гоголя — Городничий[10]
- «Овод» Э. Войнич — Монтанелли[10]

## Фильмография
- 1959 — Олекса Довбуш[10] — дед Петрия
- 1959 — Иванна[10] — Панас Голуб
- 1960 — Кровь людская — не водица  —  Фесюк
- 1960 — Прощайте, голуби — Илья Захарович
- 1960 — Рождённые жить — Остап
- 1960 — Роман и Франческа — Чино Алигьери
- 1961 — Здравствуй, Гнат! — Иван Лапшин
- 1961 — Лесная песня[10] — дядька Лев
- 1961 — Дмитро Горицвит — Фесюк
- 1962 — В мёртвой петле
- 1962 — Сейм выходит из берегов — Чубарь
- 1963 — Люди не всё знают — Фесюк
- 1964 — Сумка, полная сердец — муж Мотри
- 1964 — Сон — придворный
- 1965 — Гадюка[10] — Рыжков
- 1965 — Хочу верить — Кузьма Егорович Левченко
- 1967 — Цыган[10] — Будулай-старший
- 1967 — Вий — Ректор / Дорош[10]
- 1967 — Бурьян — Остапчук
- 1968 — Большие хлопоты из-за маленького мальчика — машинист
- 1969 — Падающий иней[26] — Костас
- 1969 — Сердце Бонивура — Андрей Иванович, часовщик[10]
- 1970 — Севастополь — Кудря
- 1970 — Два дня чудес — пожилой доктор
- 1971 — Дерзость — стрелочник
- 1973 — До последней минуты — крестьянин
- 1973 — Старая крепость — садовник Корыбко
- 1975 — Юркины рассветы — дядя Вася
- 1977 — Ералашный рейс
- 1979 — Забудьте слово «смерть»[10] — селянин
- 1980 — Школа[укр.] — дед

## Награды
- Медаль «За трудовое отличие» (1951)[27]
- Заслуженный артист УССР (1973)[10]

### Видео
- «Параллельный мир» «Маты на телевидении», ведущий Валерий Сараула (укр.) (рус.) на YouTube пр-во телеканала СТБ
- «Пятнадцать лет нет с нами Деда Панаса» сюжет Олена Угрин, Сергей Кондратьев (укр.) на YouTube пр-во телеканала «5-й канал»